# 北緯75度線
北緯75度線（ほくい75どせん）は、地球の赤道面より北に75度の角度を成す緯線。北極内部にあり、大西洋、北極海、ヨーロッパ、アジア、北アメリカを通過する。
この緯度の下では、4月28日頃から8月15日頃までの約3か月半の間は白夜になり、11月5日頃から2月6日頃までの約3か月間は極夜になる。

## 通過する地域一覧
北緯75度線は、本初子午線から東に向かって以下の場所を通っている。
| 地理座標                                               | 国土・領土・領海         | 備考                                                              |
| ------------------------------------------------------ | ------------------------ | ----------------------------------------------------------------- |
| 北緯75度0分 東経0度0分 / 北緯75.000度 東経0.000度      | 大西洋                   | グリーンランド海 ノルウェー海                                     |
| 北緯75度0分 東経18度27分 / 北緯75.000度 東経18.450度   | バレンツ海               |                                                                   |
| 北緯75度0分 東経55度56分 / 北緯75.000度 東経55.933度   | ロシア                   | ノヴァヤゼムリャ - セヴェルヌィ島                                 |
| 北緯75度0分 東経60度26分 / 北緯75.000度 東経60.433度   | カラ海                   | Arkticheskiy Institut諸島（ ロシア）のちょうど北を通過。          |
| 北緯75度0分 東経87度19分 / 北緯75.000度 東経87.317度   | ロシア                   | タイミル半島、タイミル湖を貫通する。                              |
| 北緯75度0分 東経112度53分 / 北緯75.000度 東経112.883度 | ラプテフ海               |                                                                   |
| 北緯75度0分 東経137度43分 / 北緯75.000度 東経137.717度 | ロシア                   | ノヴォシビルスク諸島 - コテリヌイ島                               |
| 北緯75度0分 東経143度36分 / 北緯75.000度 東経143.600度 | 東シベリア海             | コテリヌイ島（ ロシア）のちょうど南を通過する。                   |
| 北緯75度0分 東経147度11分 / 北緯75.000度 東経147.183度 | ロシア                   | ノヴォシビルスク諸島 - ノヴォシビルスク島                         |
| 北緯75度0分 東経150度42分 / 北緯75.000度 東経150.700度 | 東シベリア海             |                                                                   |
| 北緯75度0分 東経165度33分 / 北緯75.000度 東経165.550度 | 北極海                   |                                                                   |
| 北緯75度0分 西経131度54分 / 北緯75.000度 西経131.900度 | ボーフォート海           |                                                                   |
| 北緯75度0分 西経124度7分 / 北緯75.000度 西経124.117度  | マクルアー海峡           |                                                                   |
| 北緯75度0分 西経115度37分 / 北緯75.000度 西経115.617度 | カナダ                   | ノースウエスト準州 - メルヴィル島                                 |
| 北緯75度0分 西経114度47分 / 北緯75.000度 西経114.783度 | リドン湾                 |                                                                   |
| 北緯75度0分 西経112度29分 / 北緯75.000度 西経112.483度 | カナダ                   | ノースウエスト準州 - メルヴィル島 ヌナブト準州 - メルヴィル島     |
| 北緯75度0分 西経106度41分 / 北緯75.000度 西経106.683度 | バイカウントメルビル海峡 | バイアムマーティン島（ヌナブト準州、 カナダ）のちょうど南を通過。 |
| 北緯75度0分 西経100度11分 / 北緯75.000度 西経100.183度 | カナダ                   | ヌナブト準州 - バサースト島                                       |
| 北緯75度0分 西経98度36分 / 北緯75.000度 西経98.600度   | マクドゥーガル海峡       |                                                                   |
| 北緯75度0分 西経96度36分 / 北緯75.000度 西経96.600度   | カナダ                   | ヌナブト準州 - コーンウォリス島                                   |
| 北緯75度0分 西経93度28分 / 北緯75.000度 西経93.467度   | ウェリントン海峡         |                                                                   |
| 北緯75度0分 西経92度11分 / 北緯75.000度 西経92.183度   | カナダ                   | ヌナブト準州 - デヴォン島、フィルポッツ島                         |
| 北緯75度0分 西経79度31分 / 北緯75.000度 西経79.517度   | バフィン湾               |                                                                   |
| 北緯75度0分 西経57度36分 / 北緯75.000度 西経57.600度   | グリーンランド           | 本土及びクーン島                                                  |
| 北緯75度0分 西経20度1分 / 北緯75.000度 西経20.017度    | 大西洋                   | Hochstetterbugten                                                 |
| 北緯75度0分 西経18度52分 / 北緯75.000度 西経18.867度   | グリーンランド           | シャノン島                                                        |
| 北緯75度0分 西経17度24分 / 北緯75.000度 西経17.400度   | 大西洋                   | グリーンランド海                                                  |